# Калінін Олег Олексійович
Олег Олексійович Калінін (3 травня 1957,, м. Жигулівськ Самарської області, нині РФ) — український тренер із шахів. Міжнародний майстер зі шахів (1992).

## Життєпис
Закінчив Львівський інститут фізичної культури (1979).

## Кар'єра
Працює тренером у Тернопільському шахово-шашковому клубі «Авангард», 1979—1980 — тренер Василя Іванчука.
Багаторазовий призер міжнародних турнірів у Польщі, Чехії, Словаччині, Румунії та інших країнах.

## Турнірні результати

### Результати виступів у чемпіонатах України
Олег Калінін зіграв у трьох фінальних турнірах чемпіонатів України, набравши загалом 19 очок з 37 можливих (+10-9=18).
| Рік  | Місто      | Турнір                 | + | − | = | Результат | Місце |
| ---- | ---------- | ---------------------- | - | - | - | --------- | ----- |
| 1980 | Харків     | 49-й чемпіонат України | 4 | 3 | 6 | 7 з 13    | 24—?  |
| 1983 | Мелітополь | 52-й чемпіонат України | 3 | 1 | 5 | 5½ з 9    | 7—14  |
| 1987 | Миколаїв   | 56-й чемпіонат України | 3 | 5 | 7 | 6½ з 15   | 13—14 |